# Ateloglossa marginalis
Ateloglossa marginalis là một loài ruồi trong họ Tachinidae.